# Радделл, Джордж Инкерман
Джордж Инкерман Радделл (англ. George Inkerman Ruddell; 1919 — 2015) — лётчик-ас ВВС США Второй мировой, Корейской и  Вьетнамской войн.

## Биография
Родился 21 января 1919 года в Виннипеге, Канада.
Получил диплом бакалавра в области авиационной техники в колледже Лос-Анджелеса и был зачислен курсантом на военную службу ВВС США 21 октября 1941 года. 20 мая 1942 года окончил класс Class 42-E на военно-воздушной базе Luke Field в Аризоне.
Был участником Второй мировой войны, воевал в Англии и Франции. Летал на самолёте P-47 Thunderbolt, сбил три немецких самолёта. После окончания войны командовал 82-й и 83-й истребительными эскадрильями. В июле 1952 года, будучи в звании подполковника, ушел добровольцем на Корейскую войну, где стал командиром 39-й истребительной эскадрильи, летал на самолёте F-86 Sabre. Сбил восемь советских «МиГ-15».
После корейской войны Радделл был произведен в полковники и командовал 479-м и 33-м Tactical Fighter Wings. Во время войны во Вьетнаме служил в штабе по оказанию военной помощи Вьетнаму в Сайгоне, но, несмотря на это, выполнил несколько миссий в качестве пилота военно-транспортного самолёта C-47 Skytrain. В Соединённые Штаты Джордж Радделл вернулся в 1965 году; вышел в отставку 1 ноября 1970 года.
Умер 27 февраля 2015 года в доме ветеранов города Те-Далс, штат Орегон, США.

## Награды
Среди многих наград Джорджа Радделла имеются:
- Солдатская медаль
- Воздушная медаль
- Бронзовая звезда
- Серебряная звезда (Вторая мировая война)
- Крест лётных заслуг (Вторая мировая война, Вьетнамская война)
- Орден «Легион почёта»
- Медаль «За службу в Корее»